# Patrick Biggs
Patrick Biggs (ur. 11 października 1982) – kanadyjski narciarz alpejski, chociaż urodził się w Australii. Uczestnik Zimowych Igrzysk Olimpijskich 2006 w Turynie i Zimowych Igrzysk Olimpijskich 2010 w Vancouver.
Jego najlepszym występem na zimowych igrzyskach olimpijskich jest 35. miejsce w 2010 roku w Vancouver w slalomie gigancie.
Seck dwa razy brał udział w mistrzostwach świata w narciarstwie alpejskim. W 2005 i 2007 roku w slalomach dwukrotnie zajął 9. miejsce. Nie startował w innych konkurencjach.
W Pucharze Świata w narciarstwie alpejskim kilkakrotnie punktował. Jego najlepszym miejscem jest dwukrotnie osiągnięte w tym samym 2005 roku 10. miejsce w Wengen i Chamonix, obydwa w slalomie.

## Osiągnięcia

### Zimowe igrzyska olimpijskie
| Igrzyska       | Konkurencja   | Czas    | Wynik |
| -------------- | ------------- | ------- | ----- |
| Turyn 2006     | Slalom        | –       | DNF   |
| Vancouver 2010 | Slalom gigant | 2:44.83 | 35.   |

### Mistrzostwa świata
| Mistrzostwa | Konkurencja | Czas    | Wynik |
| ----------- | ----------- | ------- | ----- |
| Bormio 2005 | Slalom      | 1:43.38 | 9.    |
| Åre 2007    | Slalom      | 2:01.44 | 9.    |

### Puchar Świata

#### Miejsca w klasyfikacji generalnej
- 2004/2005 – 76.
- 2005/2006 – 103.
- 2006/2007 – 128.
- 2007/2008 – 128.
- 2008/2009 – 108.
- 2009/2010 – 112.
- 2010/2011 – 126.